# Campionati Internazionali di Sicilia 1986
I Campionati Internazionali di Sicilia 1986 sono stati un torneo di tennis giocato sulla terra rossa. È stata la 7ª edizione dei Campionati Internazionali di Sicilia, che fanno parte del Nabisco Grand Prix 1986. Si sono giocati a Palermo in Italia, dal 29 settembre al 5 ottobre 1986.

## Campioni

### Singolare
Ulf Stenlund ha battuto in finale  Pablo Arraya con il punteggio di 6–2, 6–3

### Doppio
Paolo Canè /  Simone Colombo hanno battuto in finale  Claudio Mezzadri /  Gianni Ocleppo con il punteggio di 7–5, 6–3